# Locris sericans
Locris sericans är en insektsart som beskrevs av Heinrich Christian Friedrich Schumacher 1912. Locris sericans ingår i släktet Locris och familjen spottstritar. Inga underarter finns listade i Catalogue of Life.